# Kōshō (cràter)
Kōshō és un cràter d'impacte en el planeta Mercuri de 64 km de diàmetre. Porta el nom de l'escultor japonès Kōshō (segle xiii), i el seu nom va ser aprovat per la Unió Astronòmica Internacional el 1985.